# Бордуэлл, Дэвид
Дэвид Бордуэлл (англ. David Jay Bordwell, 23 июля 1947, Penn Yan, Нью-Йорк — 29 февраля 2024, Мадисон) — американский теоретик и историк кино. Является автором таких работ по киноискусству, как Narration in the Fiction Film (1985), Ozu and the Poetics of Cinema (1988), Making Meaning (1989), и On the History of Film Style (1997).
Вместе со своей женой Кристин Томпсон Бордуэлл написал учебные пособия Film Art (1979) и Film History (1994). Помимо этого, вместе с философом Ноэлем Кэрроллом Бордуэлл редактировал сборник работ о состоянии современной теории кино Post-Theory: Reconstructing Film Studies (1996). На сегодняшний день крупнейшим трудом Бордуэлла является книга The Classical Hollywood Cinema: Film Style and Mode of Production to 1960 (1985), написанная в сотрудничестве с Томпсон и Джанет Стайгер. Также, некоторые из наиболее влиятельных статей Бордуэлла, связанных с теорией кино, кинонарративом и стилем медиума кино, собраны в книге Poetics of Cinema (2007), названной так в честь известного сборника работ русских формалистов «Поэтика кино», изданного Борисом Эйхенбаумом в 1927 году.
В настоящее время Бордуэлл является профессором киноискусства в Висконсинском университете в Мадисоне. Также Бордуэлл и его супруга Томпсон ведут блог «Observations on film art», где делятся последними размышлениями о кино.

## Исследовательская деятельность
С оглядкой на предшествующих теоретиков кино, таких как Ноэль Бёрч, а также историка искусства Эрнста Гомбриха, Бордуэлл в своих книгах и статьях касается классической теории кино, истории художественного кино, обращается к классическим и современным фильмам Голливуда, затрагивает проблему стиля в кинематографе Азии. Однако наиболее значительные и резонансные работы Бордуэлла связаны с когнитивной теорией кино (например, Narration in the Fiction Film), исторической поэтикой в киноискусстве и критикой современной кинотеории (например, Making Meaning и Post-Theory).

### Неоформализм
Исследовательскую деятельность Бордуэлла также связывают с методологическим подходом, известным как «неоформализм», хотя этот подход был более подробно описан его женой, Кристин Томпсон. Неоформализм опирается на предложение русских формалистов различать перцептивные и семиотические свойства фильма. Приставка «Нео», которая отличает этот подход от «традиционного» формализма, означает здесь значимое присутствие когнитивистской оптики. Так, в работах Бордуэлла особое внимание уделяется когнитивным процессам кинозрителя. В частности, исследуется, как фильмы направляют внимание зрителя на существенную для повествования информацию, а также каким образом в кино осуществляется остранение.
Неоформалисты отвергают некоторые методологии, предложенные другими школами киноведения: например, герменевтические (интерпретационные) подходы, среди которых присутствуют психоанализ Лакана и некоторые вариации постструктурализма. В Post-Theory: Reconstructing Film Studies Бордуэлл и его соредактор Ноэль Кэрролл выступают против этих подходов, которые, по их утверждению, действуют как «гранд-теории», используя фильмы для проверки заданных теоретических рамок, и не пытаются пролить свет на то, как работают сами фильмы. Для обозначения теорий, которые используют идеи Соссюра, Лакана, Альтюссера и/или Барта, Бордуэлл и Кэрролл ввели термин «S. L. A. B. theory».
В качестве критика неоформализма выступал, среди прочих, Славой Жижек, также будучи критикуемым со стороны самого Бордуэлла. По большей части, вопросы к неоформализму не основывается на какой-либо внутренней противоречивости подхода. Скорее, такие критики, как Жижек, утверждают, что неоформализм преуменьшает роль культуры и идеологии в формировании кинотекста, а сам анализ должен выявлять проблематичные ценности обществ, в которых производятся эти фильмы.

### Влияние
Значительное влияние работ Бордуэлла в области теории и истории кино достигло такой точки, что многие из его концепций, как сообщается, «стали частью теоретического канона в кинокритике и киноведении».

## Библиография

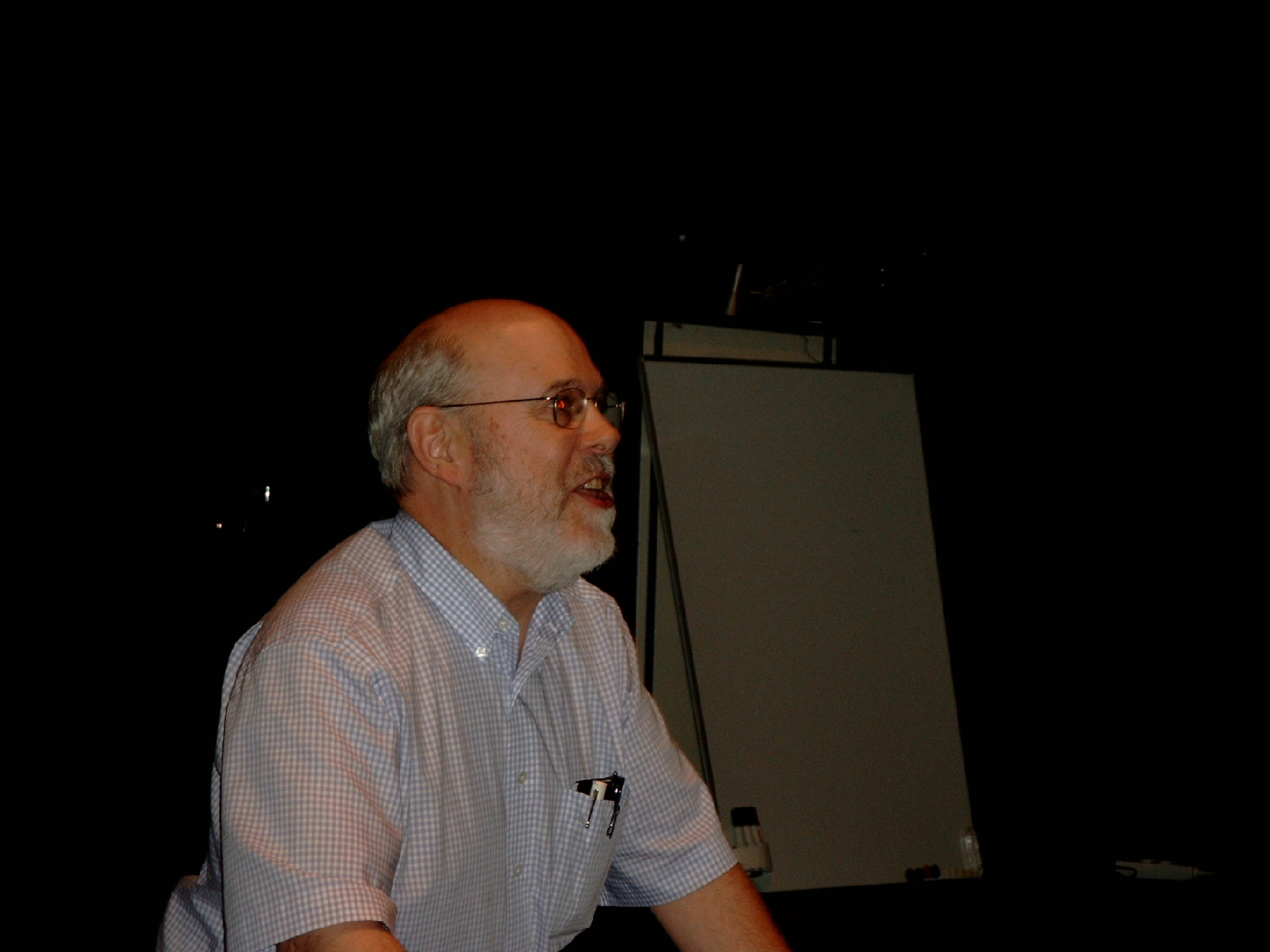
Бордуэлл выступает с лекцией по теории кино.

### Избранные статьи
- «The Art Cinema as a Mode of Film Practice» Film Criticism 4:1 (Fall 1979); отредактировано для сборника Poetics of Cinema
- «Textual Analysis, Etc.» Enclitic 5:2 / 6:1 (Fall 1981 / Spring 1982); см. также «Textual Analysis Revisited» Enclitic 7:1 (Spring 1983)
- «Lowering the Stakes: Prospects for a Historical Poetics of Cinema» Iris 1:1 (1983)
- «Mizoguchi and the Evolution of Film Language» в Cinema and Language, ред. Stephen Heath и Patricia Mellencamp (AFI 1983)
- «Jump Cuts and Blind Spots» Wide Angle 6:1 (1984)
- «Widescreen Aesthetics and Mise-en-Scene Criticism» "The Velvet Light Trap 21 (Лето 1985)
- «A Salt and Battery» (с Кристин Томпсон) Film Quarterly, 40:2 (Зима 1986-87); из дискуссии между Бордуэллом/Томпсон и Барри Солтом касательно The Classical Hollywood Cinema
- «Approppriations and ImPropprieties: Problems in the Morphology of Film Narrative» Cinema Journal 27:3 (Весна 1988)
- «Adventures in the Highlands of Theory» Screen 29:1 (Зима 1988); из дискуссии между Бордуэллом/Стайгер/Томпсон и Барри Кингом касательно обзора последнего на The Classical Hollywood Cinema
- «A Case for Cognitivism» Iris 9 (Весна 1989); см. также «A Case for Cognitivism: Further Reflections» Iris 11 (Лето 1990) написанная в ответ Дадли Эндрю
- «A Cinema of Flourishes: Japanese Decorative Classicism of the Prewar Era» в Directions in Japanese Cinema, ред. David Desser и Arthur Noletti (Indiana 1992); перепечатанная в Poetics of Cinema
- «Cognition and Comprehension: Viewing and Forgetting in Mildred Pierce» Journal of Dramatic Theory and Criticism 6:2 (Весна 1992); отредактировано для сборника Poetics of Cinema
- «Film Interpretation Revisited» Film Criticism 17:2-3 (Зима/Весна 1993); написано в ответ на критику Making Meaning
- «The Power of a Research Tradition: Prospects for a Progress in the Study of Film Style» Film History 6:1 (Весна 1994)
- «Visual Style in Japanese Cinema, 1925—1945» Film History 7:1 (Весна 1995); отредактировано для Poetics of Cinema
- «Contemporary Film Studies and the Vicissitudes of Grand Theory» в Post-Theory (UW-Madison 1996)
- «Convention, Construction, and Cinematic Vision» в Post-Theory (UW-Madison 1996); перепечатано в Poetics of Cinema
- «La Nouvelle Mission de Feuillade; or, What Was Mise-en-Scene?» The Velvet Light Trap 37 (Spring 1996); отредактировано для Figures Traced in Light
- «Aesthetics in Action: Kung Fu, Gunplay, and Cinematic Expressivity» в Fifty Years of Electric Shadows, ed. Law Kar (Urban Council / Hong Kong International Film Festival 1997); перепечатано в Poetics of Cinema
- «Richness through Imperfection: King Hu and the Glimpse» в Transcending the Times: King Hu and Eileen Chan, ed. Law Kar (Urban Council / Hong Kong International Film Festival 1998); отредактировано дляPoetics of Cinema
- «Transcultural Spaces: Toward a Poetics of Chinese Film» Post Script 20:2 (2001)
- «Film Futures» Substance 97 (2002); перепечатано в Poetics of Cinema
- «Intensified Continuity: Visual Style in Contemporary American Film» Film Quarterly 55:3 (Spring 2002); отредактировано для The Way Hollywood Tells It
- «Who Blinked First? How Film Style Streamlines Nonverbal Interaction» Style and Story: Essays in Honor of Torben Grodal, eds. Lennard Hojbjerg and Peter Schepelern (Museum Tusulanum Press 2003); перепечатано в Poetics of Cinema
- «CinemaScope: The Modern Miracle You See without Glasses!» в Poetics of Cinema; расширенная версия для «Schema and Revision: Staging and Composition in Early CinemaScope» в Le CinemaScope Entre art et industrie, ed. Jean-Jacques Meusy (AFRHC 2004)
- «Rudolf Arnheim: Clarity, Simplicity, Balance» in Arnheim for Film and Media Studies, ed. Scott Higgins (Routledge 2010); расширенная версия Simplicity, clarity, balance: A tribute to Rudolf Arnheim из davidbordwell.net (June 15, 2007)

### Избранные видео-эссе
- «How Motion Pictures Become the Movies 1908—1920: Thirteen years that changed world cinema»
- «CinemaScope: The Modern Miracle You See without Glasses!»
- «Hou Hsiao-hsien: Constraints Traditions and Trends»